# Stronger Than Hell
Stronger Than Hell – to płyta zespołu Elgibbor wydana w październiku 2007 r. Została wydana w nakładzie 250 płyt.

## Twórcy
Fire Throne - gitara elektryczna, growling, gitara basowa

## Lista utworów
1. Lamed - 03:15
2. Knights of Christ - 03:29
3. King of Kings - 03:09
4. Sons of Light - 04:56
5. The Fire a Warrior - 02:46
6. Nun - 03:37
7. Epidemic of Death (część I) - 03:22
8. Fire, Blood, Horror and Death - 06:27
9. Ayin - Psalm 119:121-129 - 05:43
10. Epidemic of Death (część II) - 04:18
11. Tau - Psalm 119:169-176 - 5:22
12. Suffering Soul - 05:05